# تپه همیانه خرابه
تپه همیانه خرابه مربوط به دوره تیموریان است و در شهرستان دورود، بخش سیلاخور، دهستان سیلاخور، ۱۱۰۰ متری جنوب روستای همیانه واقع شده و این اثر در تاریخ ۲۳ بهمن ۱۳۸۵ با شمارهٔ ثبت ۱۷۲۲۰ به‌عنوان یکی از آثار ملی ایران به ثبت رسیده است.